# کیسه اشکی
کیسه اشکی (به انگلیسی: Lacrimal sac) انتهای بزرگ و فوقانی مجرای بینی-اشکی است، و در یک شیار عمیق که توسط استخوان اشکی و فرایند پیشانی فک بالا تشکیل شده‌است، قرار دارد. این کانال‌های اشکی را که اشک را از سطح چشم تخلیه می‌کند و مجرای اشکی-بینی که این مایع را به داخل حفره بینی می‌رساند، به هم متصل می‌کند. بسته شدن کیسه اشکی سبب داکریوسیستیت (Dacryocystitis) می‌شود.
این اندام به عنوان مخزنی برای سرریز اشک عمل می‌کند، که در آن کیسه اشکی به سوی درون و بیرون پمپ می‌شود که توسط ماهیچهٔ حلقوی چشم در هنگام پلک زدن حرکت می‌کند.